# Poulsard

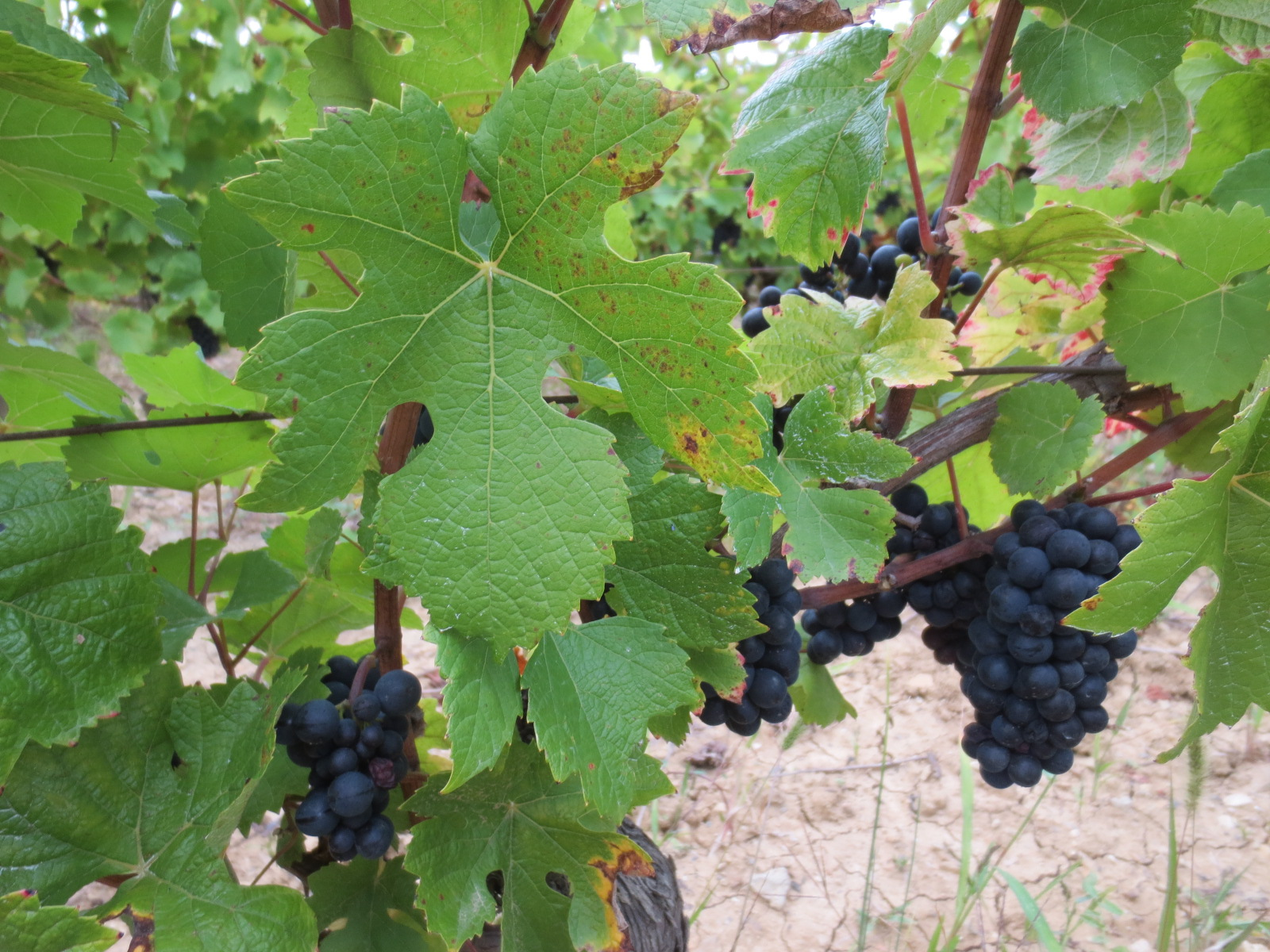
Trossen Poulsard-druiven.

Poulsard  is een blauwe druivensoort uit de Jura en Savoie.

## Kenmerken
Deze druif, die een lichte kleur heeft wordt tegenwoordig weinig verbouwd en slechts mondjesmaat nieuw aangeplant. Alle problemen die een druif tegen kan komen beginnende in het voorjaar (voorjaarsvorst) gedurende de bloei (coulure en millerandage) tot en met de periode voor en tijdens de oogst (oidum, meeldauw en rot) trekt deze druif aan.

## Gebruik
Voor rode wijn wordt de druif gebruikt als assemblage in combinatie met de Trousseau en de Pinot noir. Daarnaast in combinatie met de witte druiven Savagnin en Chardonnay voor vin de paille, een zeldzame Jura-specialiteit.

## Synoniemen
- Ploussard à Arbois
- Pupillin